# Promanteia
Promanteia era il privilegio, conferito a città o individui dall'Oracolo di Delfi, di chiedere priorità alla Pizia.

## Storia
Nel corso del periodo classico i sacerdoti di Delfi stabilirono una serie di onori conferiti a coloro che offrivano benefici al santuario, sia che fossero città o individui. L'istituzione della promanteia era uno dei privilegi offerti inizialmente alle città che avevano offerto un aiuto finanziario al santuario. La promanteia aveva infatti il diritto di acquisire un oracolo prima degli altri (eppure ancora dopo i sacerdoti e i cittadini di Delfi). Dato che il dare oracoli si svolgeva in periodi specifici e limitati, questo diritto poteva essere davvero molto importante. Dall'inizio del IV secolo a.C., questo diritto continuava ad essere accordato agli individui e ad essere combinato con altri privilegi, come la prothysi e la prossenia.